# Alcetas I van Macedonië
Alcetas I (Alketas I) van Macedonië (Grieks: Ἀλκέτας ὁ Μακεδὼν, Alcetas de Macedoniër; 576-547 v.Chr.), was de achtste koning van Macedonië, geteld vanaf Caranus van Macedonië, en de vijfde geteld vanaf Perdiccas I van Macedonië. Hij was lid van de dynastie der Argeaden. Volgens Eusebius regeerde hij 29 jaar. Hij was zoon van Aëropos I van Macedonië en vader van Amyntas I van Macedonië die hem na zijn dood opvolgde.